# Стефан Рангелов
Стефан Рангелов Цветков е участник в комунистическото партизанско  движение по време на Втората световна война. Партизанин от Трънския партизански отряд.

## Биография
Роден е на 9 януари 1922 година в с. Рани луг, Трънско. Още като ученик в прогимназията в село Главановци той се проявява като буйно момче. Обича да събира децата и да организира игра на война. Сам той е командир. На тази възраст още той се проявява като смел и ловък във всички детски игри. 
Като ученик е активен член на РМС. От 1942 година отбива редовната си военна служба. Дезертира от Първи пехотен софийски полк в началото на 1943 г. и преминава в нелегалност. Заедно със Славчо Трънски и Делчо Симов създава Трънския партизански отряд. Рангелов е избран за негов началник-щаб. През лятото на същата година към отряда се присъединява и бащата на Стефан Рангелов, Рангел Цветков.
На 28 юли 1943 година, заедно с Денчо Знеполски и Славчо Цветков убиват секретар-бирника на главановската община. На 10 август същата година е избран за заместник-командир на Трънския отряд.
Загива в сражение на връх Яничева чука на 7 септември 1943 г. прикривайки оттеглянето на отряда..
На фасадата на съществуващата му и до днес въстановена родна къща на заместник-командира отдалеч се вижда паметна плоча, а в центъра на село Рани Луг има изградени парк с паметник.
През 1985 година Балкантон издава малка музикална плоча с песни - „Трънски партизански песни“ (ВНК 3817) в памет на загиналите на „Яничева чука“ /Битката над Еловица - текст Сл. Трънски;
Тъмна е мъгла паднала - текст Сл. Трънски/.
Съпровожда оркестър, обработка и диригент Емил Колев в изпълнение на Павлина Горчева и Василка Андонова.